# 地球系統研究實驗室
地球系统研究实验室（Earth System Research Laboratory，ESRL）是隸屬於美國國家海洋暨大氣總署（NOAA）海洋及大氣研究中心（OAR）的实验室。它是從屬於NOAA的七個研究实验室之一，位于科羅拉多州的波德。
ESRL的前身是六个独立的实验室（高層大氣物理实验室、气候诊断中心、气候监测和诊断实验室、环境技术实验室、预报系统实验室和大气资源实验室的地表辐射研究分部），目前分為四个部门（全球监测、物理科学、化学科学和全球系统）。

## 部门
- 全球监测部（Global Monitoring Laboratory，GML），目标是長期監測大气气体、粒子和辐射，以研究氣候驅動力（climate forcing）、臭氧消耗和空气品質。这些資訊可協助全球或区域性的决策、气候预测和碳管理。
- 物理科学部（Physical Sciences Laboratory，PSL），研究地球的物理環境：大气、海洋、冰冻圈和陆地，以改進現行氣候預測的方式。
- 化学科学部（Chemical Sciences Laboratory，CSL），研究地球大气中影响气候、空气品質和臭氧层的化学过程。
- 全球系统部（Global Systems Laboratory，GSL），进行研究开发，以提供从短期天气到长期气候的全球环境信息和预报服务。